# IV. třída okresu Klatovy
IV. třída okresu Klatovy tvoří společně s ostatními skupinami čtvrté třídy nejnižší (desátou nejvyšší) fotbalovou soutěž v České republice. Je řízena Okresním fotbalovým svazem Klatovy. Hraje se každý rok od léta do jara se zimní přestávkou. Mezi lety 2018-2023 nejlepší týmy skupiny A a B postoupily do společné skupiny o titul, která rozhodla o celkovém vítězi.

## Vítězové

### IV. třída okresu Klatovy: skupina A
| Ročník  | Vítězný tým             |
| ------- | ----------------------- |
| 2004/05 | SK Ježovy               |
| 2005/06 | TJ Sokol Kvasetice      |
| 2006/07 | TJ Sokol Týnec u Klatov |
| 2007/08 | SK Bolešiny             |
| 2008/09 | Sokol Běšiny            |
| 2009/10 | TJ Sokol Plánice        |
| 2010/11 | Sokol Vrhaveč B         |
| 2011/12 | SK Klatovy 1898 B       |
| 2012/13 | SKP Okula Nýrsko B      |
| 2013/14 | SKP Okula Nýrsko B      |
| 2014/15 | FK Dukla Janovice B     |
| 2015/16 | SKP Okula Nýrsko B      |
| 2016/17 | SKP Okula Nýrsko B      |
| 2017/18 | FC Švihov               |
| 2018/23 | ...                     |
| 2023/24 | TJ Sokol Běšiny         |

### IV. třída okresu Klatovy: skupina B
| Ročník  | Vítězný tým         |
| ------- | ------------------- |
| 2004/05 | TJ Kašperské Hory   |
| 2005/06 | TJ Žihobce          |
| 2006/07 | Sokol Malý Bor      |
| 2007/08 | TJ Haas Chanovice B |
| 2008/09 | FK Svéradice B      |
| 2009/10 | Sokol Hartmanice    |
| 2010/11 | SK Velhartice       |
| 2011/12 | TJ Kašperské Hory   |
| 2012/13 | FK Svéradice B      |
| 2013/14 | FK Budětice 2012    |
| 2014/15 | TJ Sokol Plánice    |
| 2015/16 | TJ Sokol Veřechov   |
| 2016/17 | TJ Sokol Kolinec    |
| 2017/18 | TJ Sušice C         |
| 2018/23 | ...                 |
| 2023/24 | TJ Žichovice        |

### IV. třída okresu Klatovy: skupina o titul
| Ročník  | Vítězný tým                           |
| ------- | ------------------------------------- |
| 2018/19 | SK Bolešiny B                         |
| 2019/20 | Zrušeno z důvodu pandemie koronaviru. |
| 2020/21 | Zrušeno z důvodu pandemie koronaviru. |
| 2021/22 | TJ Měcholupy B                        |
| 2022/23 | TJ Sušice C                           |